# Луций Корнелий Сципион Азиатский (консул 83 года до н. э.)
Лу́ций Корне́лий Сципио́н Азиа́тский (лат. Lucius Cornelius Scipiō Asiagenus; родился около 130 года до н. э. — умер после 82 года до н. э., Массилия) — древнеримский военачальник и политический деятель, консул 83 года до н. э. Участвовал в борьбе сената с народным трибуном Луцием Аппулеем Сатурнином в 100 году до н. э., позже в Македонии успешно действовал против иллирийских племён (точных датировок нет). В качестве легата принимал участие в Союзнической войне 91—88 годов до н. э. Позже стал одним из руководителей марианской «партии» в её борьбе с Луцием Корнелием Суллой; был избран консулом на первый год гражданской войны (83 до н. э.), но воевал крайне неудачно. Две его армии одна за другой перешли на сторону противника: первая к Сулле, вторая — к Гнею Помпею.
В 82 году до н. э. Луций Корнелий был включён в проскрипционный список. Он удалился в изгнание в Массилию, где и умер. Точная дата его смерти неизвестна.

## Биография

### Происхождение
Луций Корнелий принадлежал к патрицианскому роду Корнелиев. Его прадед, основатель ветви Сципионов Азиатских, был младшим братом Сципиона Африканского и получил свой агномен за победу над царём Антиохом III. Позже он был исключён из всаднического сословия, из-за чего его потомки долго не занимали высших магистратур. Дед Луция Корнелия в своей карьере дошёл только до квестуры, а отец вообще не упоминается в источниках. Благодаря консульским фастам известен его преномен — тоже Луций.
Консульские фасты именуют Сципиона Asiaticus, легенды на монетах — Asiag(enus), авгуральные фасты — Asiagene(s).

### Начало карьеры
Луций Корнелий родился предположительно около 130 года до н. э. Известно, что в начале своей карьеры он был монетарием — одним из триумвиров, ведавших чеканкой монет. Точных датировок здесь нет, но речь может идти о периоде между 104 и 88 годами до н. э. В 100 году до н. э. Сципион принял участие в борьбе сената с народным трибуном Луцием Аппулеем Сатурнином: Марк Туллий Цицерон называет Луция Сципиона в числе аристократов, явившихся к храму Санка, чтобы вооружиться для открытой схватки с «мятежниками». Ничего более конкретного о роли Луция в этих событиях неизвестно.
Следующее упоминание Сципиона в источниках относится к временам Союзнической войны. В 90 году до н. э. Луций Корнелий в качестве легата вместе с Луцием Ацилием оборонял от восставших италиков город Эзерния в Самнии. Поняв бесперспективность обороны, Сципион и Ацилий бежали, переодевшись в рабов, а Эзерния была взята измором. Неизвестно, пала ли она сразу после бегства легатов или продержалась ещё какое-то время.
В 88 году до н. э. Луция Корнелия приняли в состав коллегии авгуров. Согласно ряду гипотез, 80-ми годами до н. э. должны быть датированы его претура и наместничество в Македонии. Аппиан пишет, что спустя 32 года после первой войны римлян с галлами меды, дарданы и скордиски совершили большой набег на Македонию и Грецию, в ходе которого разграбили ряд храмов, включая дельфийский. Наместник по имени Луций Сципион разгромил скордисков и переселил их на Истр, а с медами и дарданами заключил мир, будучи подкуплен храмовым золотом. Большинство историков уверено, что речь здесь идёт о 80-х годах и о Сципионе Азиатском, который в соответствии с законом Виллия должен был занимать претуру не позже 86 года до н. э. В 85 году в качестве пропретора Луций Корнелий мог сменить в Македонии Авла Габиния и одержать свои победы (по другой версии, македонское наместничество нужно датировать 88 годом до н. э.). В этом случае Луций Корнелий Цинна, готовя переправу своей армии из Анконы на Балканы в начале 84 года, мог планировать объединить свои силы со Сципионом в Иллирии, чтобы затем вместе двинуться против Луция Корнелия Суллы. Этот замысел не был воплощён из-за солдатского мятежа, в ходе которого Цинна погиб. Сципион же в том же году вернулся в Италию и добился избрания консулом.
Существуют и альтернативные точки зрения. Ещё Т. Моммзен считал, что победы над балканскими племенами могут относиться к периоду между 104 и 98 годами до н. э., на которые приходится лакуна в перечне триумфов. По мнению Р. Кэллет-Маркса, речь должна идти скорее о 70-х годах до н. э. и не о Сципионе, а о Гае Скрибонии Курионе. А. Короленков предположил, что Луций Корнелий действовал в Иллирии в 90-е годы до н. э. в качестве легата или квестора; по этой причине Сципион мог располагать скромными силами и был вынужден согласиться на мир, а по возвращении в Рим не получил триумфа.

### Гражданская война
О позиции Луция Корнелия в первые годы борьбы между сулланской и марианской партиями ничего не известно. В 88 — 87 годах до н. э., когда Рим был взят сначала Суллой, а потом Гаем Марием и Цинной, Сципион вообще мог находиться за пределами Италии. В историографии существует мнение, что в любом случае Луций Корнелий с самого начала этой распри был противником Суллы. Так, в 90 году до н. э. он воевал под началом Луция Юлия Цезаря, брат которого Гай Юлий Цезарь Страбон Вописк позже конкурировал с Суллой из-за командования в Первой Митридатовой войне. Когда армия Суллы заняла Рим (88 год до н. э.), «Сципион как минимум не выразил одобрения» её командиру: в противном случае он стал бы жертвой марианского террора годом позже. Если в 84 году до н. э. он находился на Балканах, то поведение Цинны может говорить о принадлежности Сципиона к числу его сторонников. Наконец, Аппиан называет Луция Корнелия врагом Суллы на момент избрания консулом.
Сципиона выбрали на высшую должность накануне решающей схватки между противоборствующими сторонами. Ключевую роль здесь могла сыграть его репутация опытного полководца. Коллегой Луция Корнелия стал «новый человек» Гай Норбан; некоторые учёные видят в этом свидетельство существования союза между марианским нобилитетом и новыми гражданами.
Сулла высадился в Италии и начал новую гражданскую войну в мае 83 года до н. э. На тот момент у него было всего 30-40 тысяч солдат, тогда как Сципион и Норбан располагали в общей сложности 180—200 тысячами. Но консулы по неизвестным причинам действовали раздельно, к тому же они не приняли нужных мер для защиты побережья. В результате Сулла беспрепятственно высадился в Брундизии и дошёл до Кампании, где в первом же сражении разгромил Гая Норбана.
Сципион встретил армию Суллы в районе между городами Калы и Теан. Под его началом было 40 когорт, а у противника всего 20. При этом воины Сципиона, по-видимому, были в основном новобранцами; они не хотели воевать, и сообщение о поражении Норбана должно было негативно отразиться на их боевом духе. Известно, что даже квестор Марк Пупий Пизон Фруги Кальпурниан отказался сражаться в составе армии Луция Корнелия. Противники начали переговоры: возможно, Сулла не решался в самом начале войны вступить в сражение с опытным полководцем. О том, что именно обсуждалось в ходе этих переговоров, существуют разные мнения. Пользуясь заключённым перемирием, сулланцы начали проникать в лагерь Сципиона и вести агитацию среди его солдат, «вялых и желавших мира». Один из марианских офицеров Квинт Серторий, «новый человек», имевший репутацию храброго воина, пытался обратить внимание Сципиона на опасность такой ситуации и предлагал прекратить переговоры, но консул к нему не прислушался. В конце концов Сципион сообщил Сулле, что ему необходимо проконсультироваться насчёт переговоров с Норбаном и отправил к последнему всё того же Сертория. Но посланец в пути занял город Суэсса Аврунка, контролировавшийся сторонниками Суллы. Сципион, чтобы оправдаться, выдал противнику заложников, которых никто не требовал, и этим вызвал возмущение собственных солдат. Когда Сулла подвёл свою армию к вражескому лагерю, все воины Сципиона покинули своего командира; Луций Корнелий и его сын остались в палатке вдвоём, были схвачены и едва избежали гибели. В связи с этими событиями Плутарх пишет, что «Сулла… как на подсадных птиц, приманил на свои двадцать когорт сорок неприятельских».
В историографии выдвигались гипотезы, уточняющие общую картину, нарисованную античными авторами. Так, есть мнение, что Суэсса Аврунка перешла на сторону сулланцев не до, а во время перемирия, которое, таким образом, было нарушено не Серторием. Последний мог действовать не самовольно, а по приказу своего командира; наконец, Сципион мог пойти на переговоры для того, чтобы переманить на свою сторону вражеских солдат.
По данным Диодора Сицилийского, в плену Луций Корнелий сложил с себя полномочия. Вскоре Сулла отпустил его в сопровождении кавалерийского эскорта. Оказавшись на территории, контролируемой марианцами, Сципион снова принял на себя командование. Вскоре у него снова была армия; консул выступил против Гнея Помпея, разбившего в Пицене марианского легата Гая Каррину. Но, только завидев солдат Помпея, сципионовское войско перешло на сторону противника. Возможно, это связано с тем, что Луций Корнелий набирал людей здесь же, в Пицене, где влияние рода Помпеев было исключительным.
Больше Сципион не упоминается в источниках в связи с военными действиями. В следующем году (82 до н. э.) Сулла, одержавший полную победу в войне, включил его в самый первый из своих проскрипционных списков (наряду с Гаем Марием-младшим, Гаем Норбаном, Квинтом Серторием и Гнеем Папирием Карбоном), но преследовать не стал. Здесь могло сыграть свою роль патрицианское происхождение Сципиона. Луций Корнелий отправился в изгнание в Массилию, где жил до самой смерти. По мнению Фридриха Мюнцера, он умер уже вскоре; согласно другим предположениям, Сципион мог быть жив ещё в 60-х годах до н. э.

## Интеллектуальные занятия
Марк Туллий Цицерон называет Луция Корнелия «оратором не без опыта», вспоминая о нём как о современнике Луция Лициния Красса и Марка Антония. Тем не менее Теодор Моммзен пишет, что Сципион «даже не умел публично говорить».

## Потомки
У Луция Корнелия была дочь, ставшая ещё при его жизни женой Публия Сестия. Известно, что она приезжала к отцу в Массилию. Кроме того, у Сципиона был сын Луций, которого Орозий называет «Сципионом, сыном Лепида». В историографии отсюда делают вывод, что Луций Корнелий усыновил одного из трёх сыновей Марка Эмилия Лепида, консула 78 года до н. э., и Аппулеи, который должен был в результате получить имя Луций Корнелий Сципион Азиатский Эмилиан.

## Оценки
Самым примечательным фактом в биографии Сципиона стал переход без боя двух его армий на сторону врага. В связи с этим Марк Туллий Цицерон, сочувствовавший марианской партии, назвал его «человеком честнейшим, но злополучным». Плутарх отозвался о Луции Корнелии с явным пренебрежением, употребив в биографии Сертория оборот «разные Карбоны, Норбаны и Сципионы». Аппиан предполагал, что Луций Корнелий был откровенно некомпетентным полководцем. Греческий историк пишет в связи с предательством армии под Теаном: «Это несчастье Сципиона обнаружило недостаток в нём способности командовать».